# Beats and Places
Albums de Public Enemy
New Whirl Odor
(2005) Rebirth of a Nation
(2006)
Beats and Places est la quatrième compilation de Public Enemy, sortie le 8 novembre 2005.
L'album comprend deux CD : le premier contient des titres inédits et le second, des vidéos, des séquences documentaires et des interviews.

## Liste des titres

### Disque 1
| No  | Titre                                                                  | Contient un (des) sample(s) de | Durée |
| --- | ---------------------------------------------------------------------- | --- | ----- |
| 1.  | Here We Go Again (PE Tour Intro: 2007)                                 | I Don't Know What This World Is Coming to des Soul Children featuring Jesse Jackson Bring the Noise de Public Enemy Don't Believe the Hype de Public Enemy Welcome to the Terrordome de Public Enemy | 1:34  |
| 2.  | Air Conditioning                                                       | | 3:12  |
| 3.  | Who's Your Hero? (featuring DJ President Ike)                          | | 3:56  |
| 4.  | The Flavor Flav Show                                                   | | 3:21  |
| 5.  | Electric Slave (featuring DJ Def Chad)                                 | | 3:30  |
| 6.  | Grand Theft Oil                                                        | | 3:17  |
| 7.  | Hell No, We Ain't Allright                                             | | 5:23  |
| 8.  | Vidiot (scratches de DJ Def Chad)                                      | | 1:22  |
| 9.  | Like It Is                                                             | | 5:48  |
| 10. | $hit                                                                   | | 2:17  |
| 11. | PE, Break It to P.E.ACES (featuring C-Doc (The WarHammer))             | Bring the Noise de Public Enemy 911 Is a Joke de Public Enemy B Side Wins Again de Public Enemy Rebirth de Public Enemy                                                                              | 0:40  |
| 12. | All Aboard the New Nighttrain                                          | | 3:01  |
| 13. | Do You Wanna Go Our Way??? (Live at The Filmore, 2002)                 | | 3:55  |
| 14. | If I Gave You Soul (What Would You Do With It?) (featuring Kyle Jason) | | 5:43  |
| 15. | Air Conditioning (Revisited) (featuring C-Doc, Jamod Allah et Tirade)  | | 4:23  |

### Disque 2
| No  | Titre                                        | Durée |
| --- | -------------------------------------------- | ----- |
| 1.  | Who's Your Hero?                             |       |
| 2.  | Electric Slave                               |       |
| 3.  | Bring That Beat Back                         |       |
| 4.  | Revolution                                   |       |
| 5.  | Superman's Black in the Building             |       |
| 6.  | The Hot 1                                    |       |
| 7.  | MKLVFKWR                                     |       |
| 8.  | Son of a Bush                                |       |
| 9.  | Revolverlution                               |       |
| 10. | Gotta Give The Peeps What They Need          |       |
| 11. | Do You Wanna Go Your Way???                  |       |
| 12. | Brake The Law - Confrontation Camp           |       |
| 13. | The Jet Set Show Comic Interviews            |       |
| 14. | Public Enemy - Architects of Rap             |       |
| 15. | SLAMjamz Records - Taking It Past the Future |       |
| 16. | SLAMjamz Commercial                          |       |
| 17. | SLAMjamz Video                               |       |